# Tordera (kommunhuvudort)
Tordera är en kommunhuvudort i Spanien.   Den ligger i provinsen Província de Barcelona och regionen Katalonien, i den östra delen av landet, 600 km öster om huvudstaden Madrid. Tordera ligger 41 meter över havet och antalet invånare är 15 345.
Terrängen runt Tordera är varierad.  Närmaste större samhälle är Blanes, 6,5 km öster om Tordera. 